# Ellipse (rhétorique)
Pour les articles homonymes, voir Ellipse.
L’ellipse (substantif féminin) (du grec ancien ἔλλειψις / élleipsis, « manque, défaut, insuffisance ») est un procédé grammatical qui consiste à omettre un ou plusieurs éléments en principe nécessaires à la compréhension du texte, pour produire un effet de raccourci. Elle oblige le récepteur à rétablir mentalement ce que l’auteur passe sous silence. La brachylogie est une variante brève de l'ellipse.
En narratologie, une « ellipse temporelle », également appelée « ellipse narrative », consiste à passer sous silence une période, c'est-à-dire à ne pas en raconter les événements. Il s'agit donc d'une accélération du récit.

## Exemples d'ellipses grammaticales
- « Pierre mange des cerises, Paul des fraises » : ellipse du verbe « manger » conjugué. Plus précisément une brachylogie.
- « Pris ou non, exécuté ou non, peu importait » (Malraux) : deux ellipses, d'abord de « pris » puis de « exécuté »
- « Je n'avance guère. Le temps beaucoup » (Eugène Delacroix) : ellipse du verbe « avancer » conjugué
- « … je t'aimais inconstant, qu'aurais-je fait fidèle ? » (Jean Racine) : deux ellipses, d'abord de « quand tu étais », puis de  « si tu avais été fidèle »
- « La musique souvent me prend comme une mer ! / […] / … D'autres fois, calme plat, grand miroir / De mon désespoir ! » (Charles Baudelaire, La Musique dans Les Fleurs du mal)
- « Suite à notre entretien, je vous envoie mon CV » : ellipse de « comme suite à »

## Définition

### Définition linguistique
Il existe trois types d'ellipses :
1. l'ellipse grammaticale : omission d'un mot ou d'un verbe. Souvent cet usage de la figure n'est pas destiné à produire un effet particulier, il s'agit avant tout de faire l'économie d'une répétition souvent par une énumération : « Café, bain, travail… Deux pages par jour, d'accord ? » (Philippe Sollers) ;
2. l'ellipse temporelle : action dramatique afin, soit d'accélérer le récit pour des raisons de commodité, soit pour dissimuler une information au lecteur ou au spectateur. L'expression « Deux semaines plus tard » révèle la présence d'une ellipse dans le récit ;
3. l'ellipse poétique : omission d'un mot ou d'un groupe de mots, parfois jusqu'à l'agrammatisme de la phrase afin de produire un effet particulier. La phrase, réduite à ses lexèmes conserve alors son sens grâce aux intonations, comme dans les monologues intérieurs ou les impressions fugitives :

« Baobabs beaucoup baobabs
baobabs
près, loin, alentour
Baobabs, Baobabs »

— Henri Michaux, Plume précédé de Lointain intérieur
On peut aussi combiner l'inversion et l'ellipse « Bleu est le ciel, verte la mer » ou l'antithèse « tu n'étais pas beau mais laid », voire une figure plus complexe comme un trope « Tes larmes coulent comme les feuilles qui tombent, comme la pluie ».
Il existe également l'« ellipse lexicale », à l'origine de la création de mots : c'est en effet par ellipse qu'un adjectif peut devenir un substantif : une (voiture) automobile, une (section) conique. Le résultat est parfois ambigu : le portable est-il un ordinateur ou un téléphone ? Curieusement par ailleurs, le genre sert à distinguer un (cercle) parallèle en géographie d'une (droite) parallèle en géométrie.

### Définition stylistique
Les effets visés par l'ellipse sont multiples : elle peut permettre de faire l'économie de mots (« principe d'économie ») afin d'éviter les répétitions, surtout en français, langue qui évite au mieux les redondances grammaticales ; elle peut aussi permettre d'éviter les lourdeurs (répétition d'un syntagme long par exemple qui propose une double ellipse : 

« Fière est cette forêt dans sa beauté tranquille,
et fier aussi mon cœur »

— Alfred de Musset, Souvenirs
L'ellipse permet de ne pas répéter le syntagme postposé au substantif « cœur » : dans sa beauté tranquille, plus également le verbe « être » conjugué.

#### Variante de l'ellipse: la «brachylogie»
La brachylogie (substantif féminin) (du grec βραχυλογία / brakhulogía composé de βραχύς / brakhús, « court », et λόγος / lógos, « discours ») est un type d'ellipse dans le discours aboutissant à un texte concis, proche de l'anacoluthe et du zeugma :

« Les mains cessent de prendre, les bras d’agir, les jambes de marcher »

— Jean de La Fontaine, Fables - Les membres et l'estomac
En tant que figure de style, l'ellipse dans sa fonction de suppression de certains éléments d'une phrase permet la vivacité et la brièveté d'une expression, et cette suppression aboutit à la brachylogie, « c'est-à-dire à la brièveté dans le discours, dans le style » (Patrick Bacry, Les figures de style, aux Éditions Belin 1992).
Elle est parfois ressentie comme un défaut : « Vice d’élocution qui consiste dans une brièveté excessive et poussée assez loin pour rendre le style obscur », selon Bernard Dupriez dans son Gradus.

### Genres concernés
En littérature l'ellipse est très employée, surtout dans le roman ; elle est un moyen particulier pour l'auteur de créer son univers et son action. La plus célèbre des ellipses est celle permettant à Gustave Flaubert dans L’Éducation sentimentale de faire l'économie de plusieurs années de la vie du personnage principal Frédéric Moreau, à la suite de la mort de Dussardier tué par Sénécal et qu'il résume par une phrase :

« Il voyagea, il connut la mélancolie des paquebots… »

Le blanc typographique marque souvent l'ellipse :

« … défaillante, tout en pleurs, avec un long frémissement et se cachant la figure, elle s'abandonna :
les ombres du soir descendaient… »

— Flaubert, Madame Bovary
- À l'oral, l'ellipse est la marque du style autoritaire : « Prenez vos sacs. Rangez. Sortez ». L'ellipse est également la caractéristique principale du « style télégraphique » : « Suis reçu examen. Rentre samedi. ».
- Le discours journalistique (« Attentat de Djakarta, La marque Al-Qaeda ») ou publicitaire (« Froid, moi ? Jamais ! ») utilisent l'ellipse pour une meilleure efficacité et une économie de mots. En effet, le texte est souvent limité par la place ou la typographie, l'ellipse permet alors de raccourcir le message et d'en permettre une compréhension immédiate par le lecteur.
- L'ellipse est très employée au cinéma, où elle permet d'accélérer l'intrigue en passant sous silence une séquence temporelle plus ou moins longue. Ainsi, dans le film de Stanley Kubrick, 2001, l'Odyssée de l'espace, le spectateur passe des temps préhistoriques aux temps modernes.

## Historique de la notion
Dupriez, dans son Gradus, définit l'ellipse comme une figure de construction qui consiste « à supprimer des mots qui seraient nécessaires à la plénitude de la construction, mais que ceux qui sont exprimés font assez entendre pour qu’il ne reste ni obscurité ni incertitude ».

### Figures proches
- Figure « mère » : adjonction, alliance de mots
- Figures « filles » : ellipse diégétique
- Paronymes : ellipse géométrique
- Synonymes : zeugme, brachylogie et phébus (lorsqu'elle contribue à obscurcir le discours), parataxe
- Antonymes : analepse